# Linderödsåsen

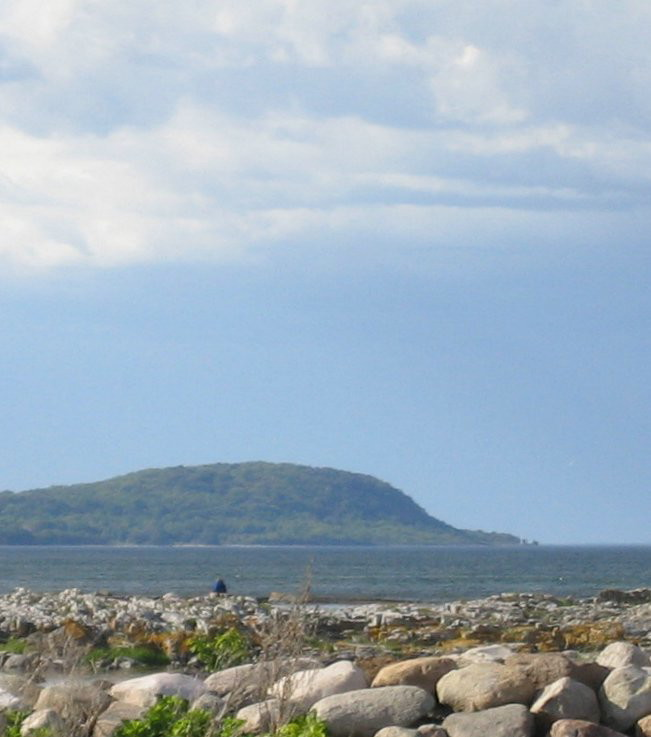
Wzgórze Stenshuvud na wybrzeżu Hanöbukten; południowo-wschodni kraniec Linderödsåsen

Linderödsåsen – wzgórza zrębowe w południowej Szwecji, we wschodniej części prowincji historycznej (landskap) Skania. Pasmo jest największym z leżących w Skanii podobnych struktur tektonicznych, zaliczanych do przecinającej tę krainę strefy Teisseyre’a-Tornquista. Obok Linderödsåsen przykładami zrębów tektonicznych położonych w Skanii są Hallandsås, Söderåsen, Nävlingeåsen, Romeleåsen i Kullaberg.
Pasmo Linderödsåsen rozciąga się na długości ok. 60 km i szerokości ok. 15-30 km na osi północny zachód – południowy wschód. Jego północno-zachodni kraniec stanowią okolice Höör, zaś południowo-wschodni położone na południe od Kivik na brzegu Hanöbukten wzgórze Stenshuvud. Wzgórza wznoszą się na wysokość 100–200 m n.p.m.
Do końca 1996 roku wzdłuż Linderödsåsen przebiegała granica pomiędzy dotychczasowymi regionami administracyjnymi (län) Malmöhus i Kristianstad. Pomiędzy Hörby i Tollarp pasmo przecina trasa E22.